# とらぶるスピリット!
『とらぶるスピリット！』（TROUBLE SPIRIT!）は、みなみによる日本の4コマ漫画作品。

## 概要
人間が10歳になると稀に精神が具現化されて精霊がパートナーになる。そんな世界を舞台に人間と精霊が織りなす緩やかで賑やかな日々を描く作品。可愛らしいキャラクターと彼女達が巻き起こすドタバタが魅力。同人誌から始まり『マンガごっちゃ』とみなみ自身のサイトに連載。

## 登場人物

### 精霊
コリー
リコのパートナーの精霊。
トラブルメーカーで、毎回ひと騒動を起こすため、精霊の間でも有名人。
リコの部屋を漁るのを趣味としており、ばれてはリコに怒られている。
悪戯大好きゲーム大好き自分大好きだが、それ以上にリコが大好き。愛用のリボンもリコから貰ったもの。
パートナーの「リコ」が自分の名を逆さにして「コリー」と名付けた。
実はいくつもの資格を持っており、精霊としては優秀だが、その能力がまともに使われたことは無い。
また、様々な能力も習得しており、「テレパシー」「服の変化」「人間の夢をいい夢に変える」「テレキネシス」「人間と体を入れ替える」「人間サイズになる」が使える。
ティコ
ミコのパートナーの精霊。
まだ生まれたばかりのため、未熟ではあるが精霊として特訓中。
パートナーのミコ同様純真な性格で、頻繁にコリーに振り回される。
ミコの事が大好きで、いつも彼女を喜ばせようと奮闘している。
発音し辛いという理由でコリーには「テコ」と呼ばれている。
キリ
ムツミのパートナーの精霊で、なぜか武士のような喋り方をする。
知識と経験を併せ持ち、精霊たちのまとめ役。コリーのストッパーでもある。
刀を生成することが出来、コリーやネコ相手には刀を向けることもある。
コリー同様人間と体を入れ替えることが出来るらしく、昔は良くムツミと入れ替わっていたらしい。
本来は睦のパートナーなのだが、サツキと一緒に登場することも多く、読者からはサツキのパートナーと勘違いされることもあるらしい。
レミス
リフルのパートナーの精霊。
いわゆる典型的なツンデレで、ティコの事を本心では気に入っているものの家来呼ばわりしてしまう。当のティコは純真なため、レミスをいい友人と思っている。
口が悪いのだが、その度にリフルにお仕置きをされ、ひたすら謝ることになる。
コリーからは「お嬢」と呼ばれている。
シアン
キヨミのパートナーの精霊。
礼儀正しい性格で、パートナーのキヨミを大切に思っている。
キヨミの仕事のストレスのはけ口になることで、彼女を支えていた。
「人間には人間に見える力」を使うことが出来、キヨミの振りをして学校に通っていた。
コリーからは「シーポン」と呼ばれている。

### 人間
沢渡リコ
しっかり者の16歳の高校生。いつもコリーの悪戯に振り回されているが、彼女のストッパーでもある。
キリにも「優しく気立てのきく者」と評されている。
かなり器用で、コリーと体が入れ替わった際は短時間で空を飛べるようになり、「テレパシー」と「テレキネシス」を同時に使ったりもした。
ネーミングセンスが全く無く、コリーにも指摘されているのだが自覚が全くない。
時々「ラ・テール」でバイトをすることもある。
横宮サツキ
おっとりとした性格で、リコの小学校の頃からの親友。
実はプロの小説家でもあり、締め切り前は世界中の全てが敵に見えるほど追いつめられる。だが、なぜか現国の成績は悪い。
実は泳げない。
登場人物の中で最も胸が大きいのだが、それを恥ずかしがっている様子。
横宮ムツミ
サツキの母でメイド喫茶「ラ・テール」を経営している。
ずぼらな性格で、お店に関してはほとんどスタッフに任せきり。
委員長にサツキの姉に間違えられるほど見た目が若い。
若い事はかなりヤンチャをしたらしい。
沢渡ミコ
リコの妹でお姉ちゃんっ子。
精霊のいる姉に憧れていたが、自身も10歳を迎えてティコというパートナーを得る。
人見知りで恥ずかしがり屋だが、知っている人にはよく懐く。
非常に純真な性格で、それがパートナーのティコの性格にも反映されている。
朝が非常に弱く、ティコが毎朝奮闘して起こしているが、ティコが生まれる前はリコが起こしていた。
委員長
リコのクラスの委員長。
本名はあるのだが、「委員長」で周知されてしまっており、コリーには「長さん」、ミコには「こちょうさん」と勘違いされている。
可愛いもの、特に精霊が大好きで、携帯のメモリは精霊の写真で一杯。
また、サツキの小説のファンでもある。
サイクリストであり、本格的なロードバイクに乗っている。無意識でもかなりの速さで走っているようだが、やはり精霊絡みだとさらに加速する。
後に写真家になるような描写があり、最近はデジカメでの撮影が主になっている。もちろん被写体は精霊などの可愛いもの。現在は写真部を立ち上げ、部長をしている。
沢城ケイ
委員長の従妹でミコの親友。
さばさばした性格で委員長の性格を熟知している。
実は年少組の中では一番成績がいい。
平林リフル
物静かなミコのクラスメイト。
家はとってもお金持ちで不思議ちゃんでハーフ。
「フリル」というひょうきんな姉がいる。
姉妹揃ってお笑い好きと思われる。
沢渡ハルカ
リコとミコの母。
事ある毎にショックを受けた表情をする。
リコの数少ない弱点でもあり、彼女の涙にリコは逆らえない。
すぐに迷子になるらしく、その際も勿論泣いていた。
高梨キヨミ
リコ達の同学年で一年D組所属。
紆余曲折があり、リコと同じく写真部に所属している。
「KIYOMI」という名でアイドルをしており、仕事からくるストレスでシアンや周囲にきつく当たっていたが、リコにその事を怒られてすっかり改心。その後はリコを「お姉さま」と慕うようになった。
学校には代わりにシアンが登校していたが、このことをきっかけにして自身が登校するようになった。そのため、まったく勉強をしていないため成績は非常に悪い。

## 単行本
マイクロマガジン社よりマイクロマガジンコミックスで単行本が刊行されている。
1. （2010年9月24日発行）ISBN 978-4-89637-344-8
2. （2011年1月30日発行）ISBN 978-4-89637-356-1